# Siblag
Le Siblag était un complexe de camps du goulag soviétique : en 1934, 63 000 prisonniers travaillaient à la construction d'une voie ferrée.